# Gabriel Bortoleto
Gabriel Bortoleto Oliveira (São Paulo, 14 d'octubre de 2004) és un pilot d'automobilisme brasiler.
El pilot va ser tercer al campionat del món de karts el 2018 i el 2023 va competir a la Fórmula 3, on va ser campió. Està gestionat pel Fernando Alonso, pilot de Fórmula 1 i forma part del programa de joves pilots de McLaren des del 2023.

## Trajectòria
Bortoleto va començar la seva carrera al kart als vuit anys (2012), i va començar a guanyar campionats en les categories infantils. Durant aquesta carrera, el noi va competir en diversos campionats i el seu més destacat va ser ser tercer als campionats europeu i mundial el 2018.
El 2020, va començar en monoplaça, al competir a la Fórmula 4 italià, i acaba cinquè amb 157 punts.
Entre el 2021 i el 2022 competeix a la Fórmula Regional Europea i el segon any acaba sisè, amb dues victòries i cinc pole positions.
L'any 2023, participa al Campionat de Fórmula 3 de la FIA per Trident i, amb dues victòries i sis podis, es converteix en campió, sent el primer brasiler a guanyar aquesta categoria.

### Fórmula 1
El setembre de 2022, quan competia en la fórmula regional, Bortoleto es va incorporar a A14 Management, l'empresa de gestió de pilots propietat de Fernando Alonso, dos vegades campió del món i pilot de F1 en aquell moment. L'octubre de 2023, després de guanyar la Fórmula 3, va signar amb McLaren per formar part del programa de desenvolupament de pilots de l'equip anglès.

## Resum de carrera
| Any   | Categoria                 | Equip                     | Curses | Victòries | Poles | VR | Podis | Punts | Pos. |
| ----- | ------------------------- | ------------------------- | ------ | --------- | ----- | -- | ----- | ----- | ---- |
| 2020  | F4 italià                 | Prema Powerteam           | 20     | 1         | 4     | 1  | 5     | 157   | 5è   |
| 2021  | Fórmula Regional Europea  | FA Racing by MP           | 20     | 0         | 0     | 0  | 1     | 44    | 15è  |
| 2021  | Stock Car Light           | KTF Racing                | 4      | 1         | 1     | 0  | 1     | 60    | 13è  |
| 2022  | Fórmula Regional Asiàtica | 3Y Technology by R-ace GP | 6      | 1         | 0     | 0  | 1     | 46    | 14è  |
| 2022  | Fórmula Regional Europea  | R-ace GP                  | 20     | 2         | 2     | 1  | 5     | 176   | 6è   |
| 2022  | Stock Car Brasil          | KTF Sports                | 1      | 0         | 0     | 0  | 0     | 0     | NC†  |
| 2023  | FIA Fórmula 3             | Trident                   | 18     | 2         | 1     | 3  | 6     | 164   | 1r   |
| Font: |                           |                           |        |           |       |    |       |       |      |